# Rhyparochromus
Rhyparochromus is een geslacht van wantsen uit de familie bodemwantsen (Lygaeidae). Het geslacht werd voor het eerst wetenschappelijk beschreven door Carl Wilhelm Hahn in 1826.

## Soorten
Het genus bevat de volgende soorten:

- Rhyparochromus geniculatus (Signoret, 1861)
- Rhyparochromus intermedius (Puton, 1888)
- Rhyparochromus maroccanus Wagner, 1961
- Rhyparochromus nuristanicus (Kiritshenko, 1938)
- Rhyparochromus raptorius Signoret, 1861
- Rhyparochromus simplex (Jakovlev, 1883)
- Rhyparochromus verrillii Scudder, 1890
- Rhyparochromus vulgaris (Schilling, 1829)

Subgenus Callistonotus Horváth, 1906 
- Rhyparochromus nigroruber Stål, 1858

Subgenus Liolobus Reuter, 1885 
- Rhyparochromus arabicus Linnavuori, 1978
- Rhyparochromus pallidicornis (Reuter, 1891)
- Rhyparochromus sabulicola Linnavuori, 1989
- Rhyparochromus walkeri (Saunders, 1876)

Subgenus Microtomideus Reuter, 1885 
- Rhyparochromus carbonarius (Rambur, 1839)
- Rhyparochromus leucodermus Fieber, 1861
- Rhyparochromus seidenstuckeri J.A. Slater, 1964

Subgenus Panaorus Kiritshenko, 1951 
- Rhyparochromus adspersus (Mulsant & Rey, 1852)
- Rhyparochromus csikii (Horvath, 1901)
- Rhyparochromus japonicus (Stal, 1874)

Subgenus Rhyparochromus Hahn, 1826 
- Rhyparochromus ibericus Baerensprung, 1858
- Rhyparochromus phoeniceus (Rossi, 1794)
- Rhyparochromus pini (Linnaeus, 1758)
- Rhyparochromus taleus Lucas, 1846

Subgenus Xanthochilus Stål, 1872 
- Rhyparochromus douglasi (Fieber, 1864)
- Rhyparochromus melanopus (Kiritshenko & Scudder, 1973)
- Rhyparochromus minusculus (Reuter, 1885)
- Rhyparochromus omissus (Horváth, 1911)
- Rhyparochromus persicellus (Kirkaldy, 1909)
- Rhyparochromus quadratus (Fabricius, 1798)
- Rhyparochromus saturnius (Rossi, 1790)
- Rhyparochromus turanicus (Wagner, 1961)
- Rhyparochromus vittiger Kiritshenko & Scudder, 1973